# Gabriel Max

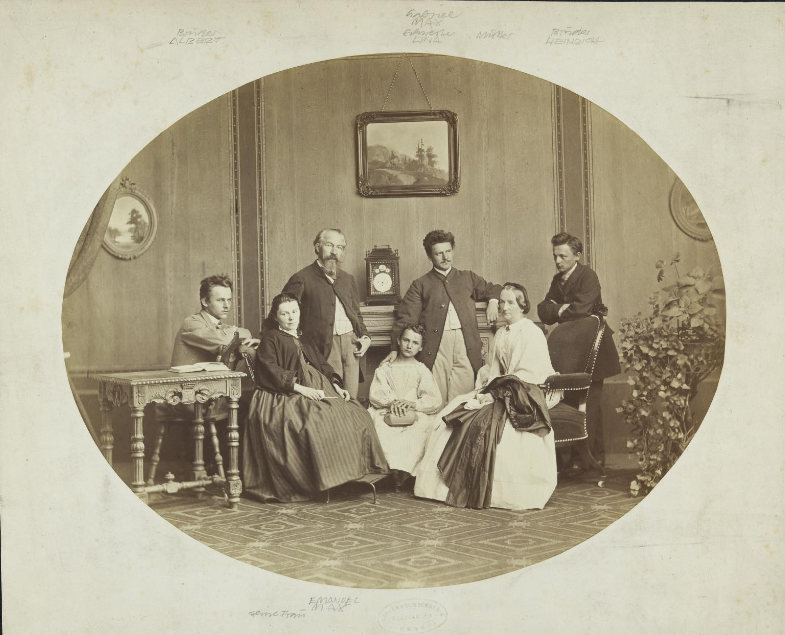
Gabriel Max se sourozenci (zprava Jindřich (Heinrich) Max, matka Anna, Gabriel Max, sestra Lina, strýc Emanuel s manželkou, bratr Albert)

Gabriel Cornelius Max (23. srpna 1840 Praha-Nové Město – 24. listopadu 1915 Mnichov) byl česko-německý malíř. Většinu tvůrčího života strávil v Mnichově, kde dokončil studium a později vyučoval na malířské akademii. Pro jeho díla jsou typické citově nabité a psychologicky propracované postavy, vyzařující pocity lítosti a soucitu. Malby mají romantickou atmosféru a mystický nádech, nejsou zcela realistické. Namaloval i několik obrazů opic a řadu ilustrací. Inspirovala ho především vlastní fantazie. Ve své době byl mezinárodně uznávaný a velmi oblíbený i v Praze. Zabýval se darwinismem a spiritismem. Zanechal po sobě rozsáhlou vědeckou sbírku, zahrnující mimo jiné asi 500 lebek z různých světadílů (dnes uložena v mannheimském muzeu REM).

## Život
Pocházel z rodiny sochaře Josefa Maxe, jeho matka byla dcerou sochaře Schuhmanna. V dětství ve volném čase obkresloval obrazy Führicha a Cornelia; později se bavil zpodobňováním rázovitých postav z pražského podsvětí. Roku 1855 mu zemřel otec a Gabriel se zapsal na pražskou malířskou akademii, kde studoval ve třídě prof. Eduarda von Engertha. Odtud přešel na Akademii do Vídně k profesoru Christianu Rubenovi. Tam na sebe upozornil velkým talentem a originalitou. Po určité době strávené v Praze se rozhodl odcestovat za dalším studiem do Paříže. Cestou se zastavil na Akademii v Mnichově, kde již zůstal. Dokončil tam studium u profesora Carla Pilotyho (1863–1867). V roce 1869 si otevřel vlastní ateliér a roku 1879 byl na Akademii jmenován profesorem historické malby. K jeho žákům patřil např. Georgios Jakobides nebo Jakub Schikaneder.
Měl chmurnou, samotářskou povahu. Většinu času trávil v ateliéru. Byl známý svou důkladností a svědomitostí. Říkalo se o něm, že se někdy i několik hodin dívá na nedokončený obraz, aniž by se ho dotkl, aby si promyslel další postup. Ačkoliv žil v ústraní, měl v uměleckých kruzích řadu dobrých přátel a patřil k nejpopulárnějším mnichovským umělcům. Byl oblíbený i v Čechách; Jan Neruda jej v Národních listech roku 1875 označil za geniálního umělce, mistra techniky a miláčka pražského publika (i když v další části fejetonu mu vytýká některé konkrétní nedostatky právě dokončených obrazů). Účastnil se výročních výstav v Rudolfinu, časopis Světozor často publikoval černobílé reprodukce jeho obrazů. Získal bavorský řád sv. Michala I. třídy. Stal se čestným členem mnichovské akademie. Roku 1900 jej bavorský regent povýšil do šlechtického stavu.

### Zájem o darwinismus a spiritismus
Zabýval se i darwinismem a spiritismem, zajímal se o historický vývoj člověka. Shromáždil rozsáhlou etnografickou, prehistorickou a antropologickou sbírku, která obsahovala mimo jiné asi 500 lebek z různých světadílů. Za vědeckou práci dostal u příležitosti 60. narozenin čestný doktorát univerzity v Jeně. Sbírku získalo roku 1917 muzeum v Mannheimu.

### Rodinný život
Oženil se v Mnichově roku 1873 s Emmou (1840–1929), dcerou bavorského štábního lékaře Kitzinga a měl s ní tři děti. Oba synové se později stali malíři: Colombo Max (10.5.1877 – 5.9.1970) a Corneille Max (10.5.1875 – 22.2.1924). Gabriel trávil Léta s rodinou na chatě u Starnberského jezera, pro své hosty postavil další dům.
Brzy po rozvodu s první manželkou se v Mnichově roku 1893 podruhé oženil, jeho vyvolenou se stala Ernestine Harlunder.

## Dílo
Gabriel Max byl charakterizovaný nejdřív jako melancholický snílek, když roku 1862 na kreslil jako student ve Vídni ilustrace ke skladbám Beethovena, Mendelssohna a Liszta. Za jejich originální umělecké provedení získal vyznamenání od Arnošta Sasko-Koburského.
Později se projevil také jako trpký satirik. Jeho obrazy vyjadřují jak myšlenkovou hloubku, tak pocity soucitu a utrpení. Malíř se snažil vystihnout tragický zápas lidské slabosti s touhou po něčem vznešeném. Ženy, které často znázorňoval, mají bledou pleť, temné oči a dávají najevo své city; většinou nejsou krásné, často ani sympatické, ale poetické, jakoby hledaly ztracené nebo nedosažené životní štěstí. Velmi časté jsou náboženské motivy.

### Historické a náboženské obrazy
- Richard Lví srdce u mrtvoly otce — první větší plátno, namalované krátce po úmrtí vlastního otce[3]
- Svatá Ludmila zemřelá u svého lůžka (1864), Memorial Art Gallery of the University, Rochester, USA
- Svatá Julie, popř. Ukřižovaná mučednice (1865) — obraz zaujal myšlenkou i provedením a stal se ve své době senzací.[6] Roku 1887 jeho reprodukci otiskl Světozor spolu se stejnojmennou básní Jaroslava Vrchlického.[17]
- Hlava Kristova (1874)
- Dokonáno jest! (1882), zpodobňující zemřelého Krista na kříži. Obraz měl opět velký divácký ohlas. Jan Neruda si ale také povšiml, že malíř velmi pečlivě nastudoval z literatury tvar nápisové tabulky na kříži, aby byl co nejrealističtější; podle něj tím opět projevil svou mimořádnou pečlivost a svědomitost.[6]
- Ahasver nad mrtvolou dítěte, datováno (1888)
- Vizionářka z Prévorstu při věštbě (1892), podruhé ji Max portrétoval pod jejím jménem Friederike Hauffe v roce 1895. Zemřela jako devětadvacetiletá.

Vytvořil také řadu obrazů opic, vyznačují se někdy láskou (Autoportrét s opičkou), jindy trpkým humorem (např. Opička s citrónem).

## Galerie

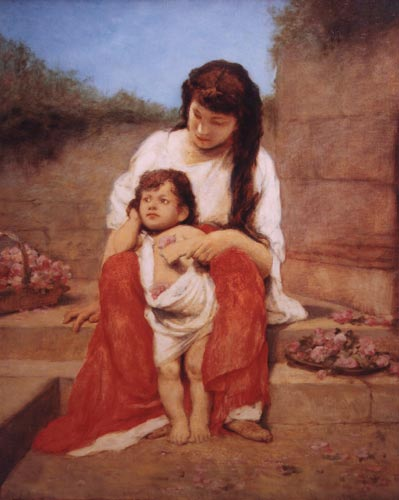
Gabriel Max – Matka s dítětem (1880)
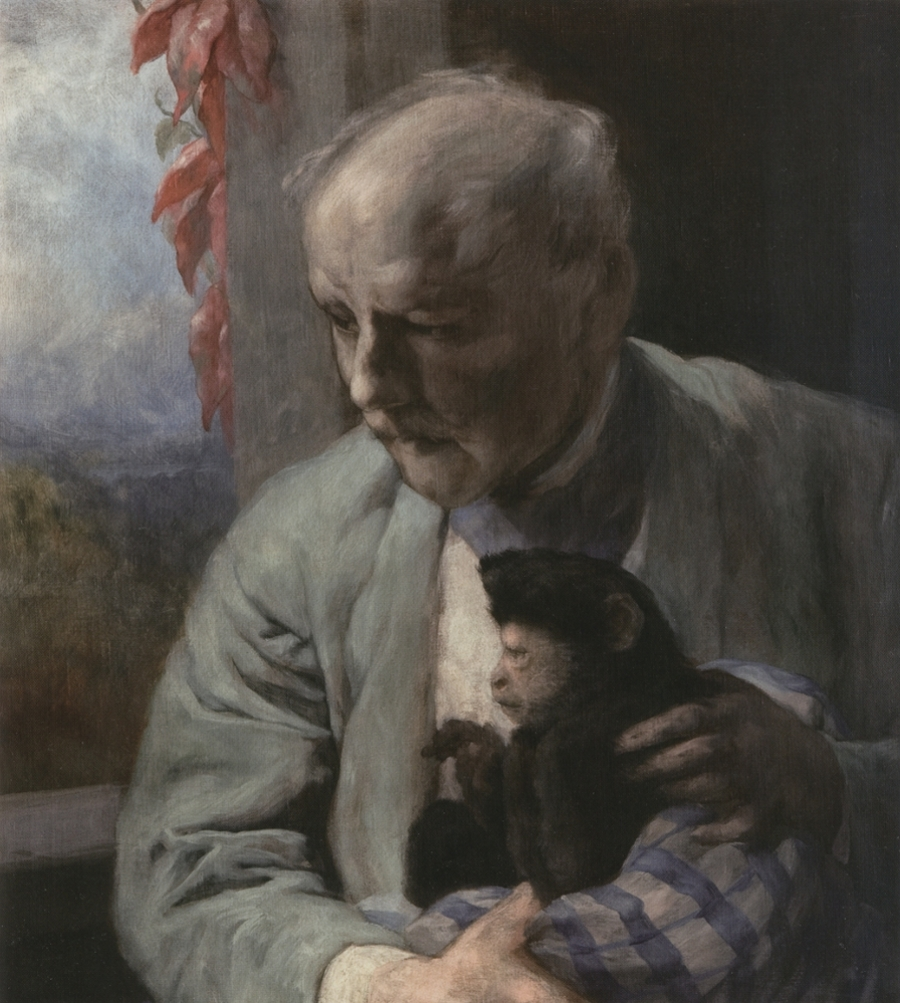
Gabriel Max – Autoportrét s opicí (1910)
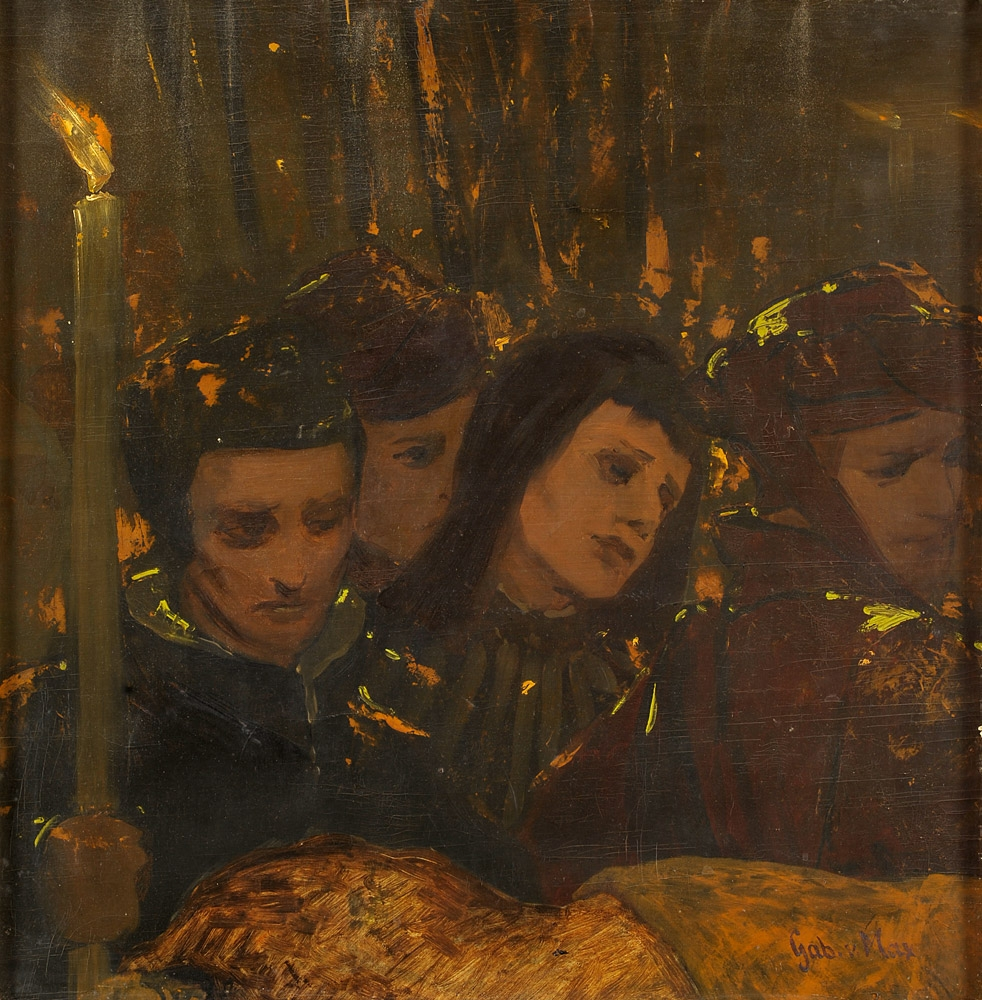
Gabriel Max – Smuteční pochod (studie) (1915)
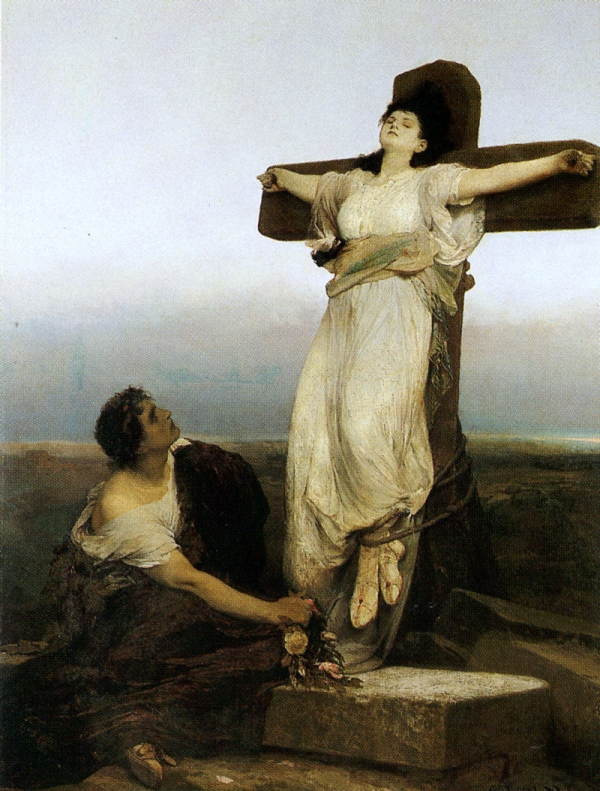
Gabriel Max – Svatá Julie (1866)
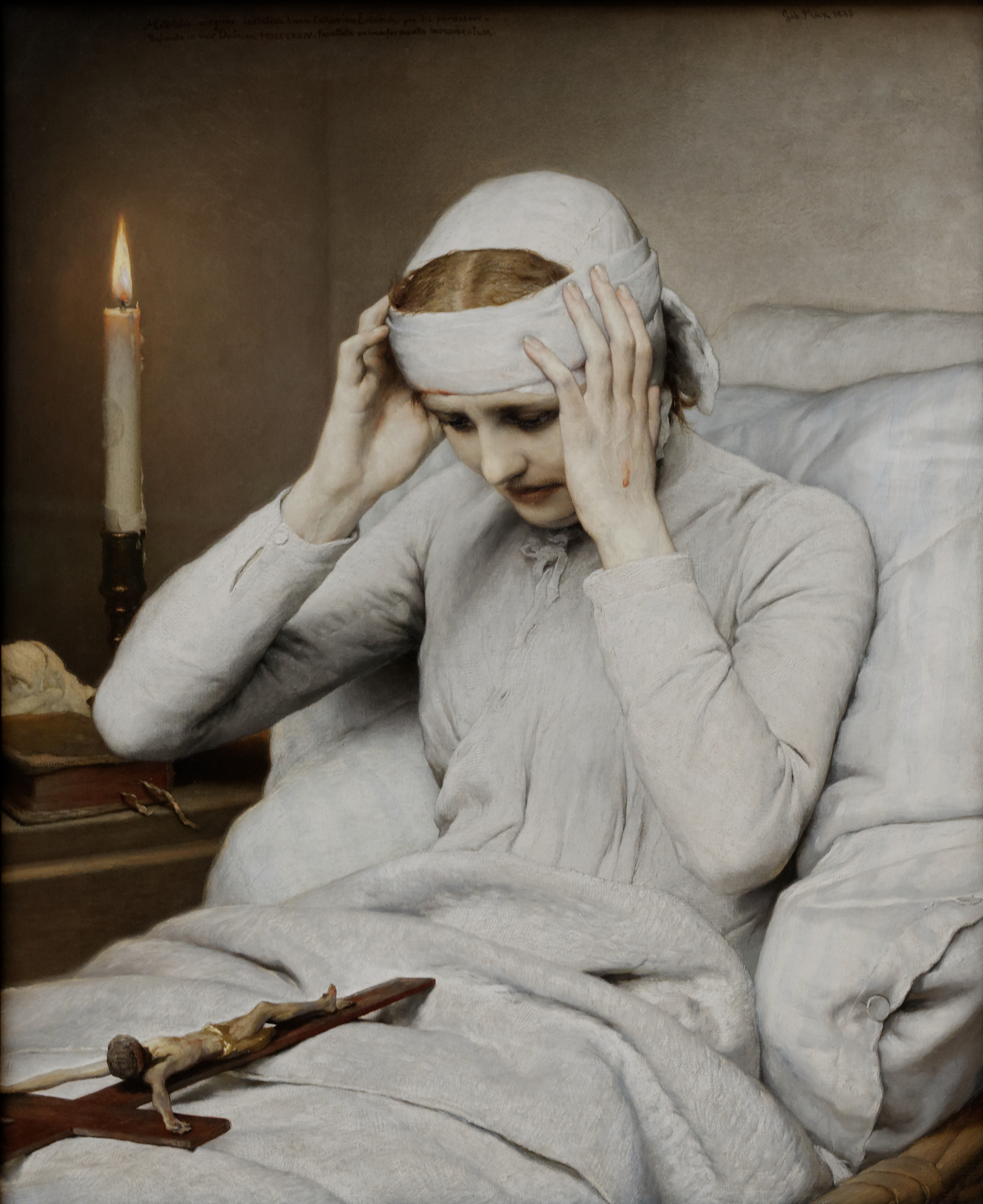
Gabriel Max – Panna Anna Kateřina Emmerichová u vytržení
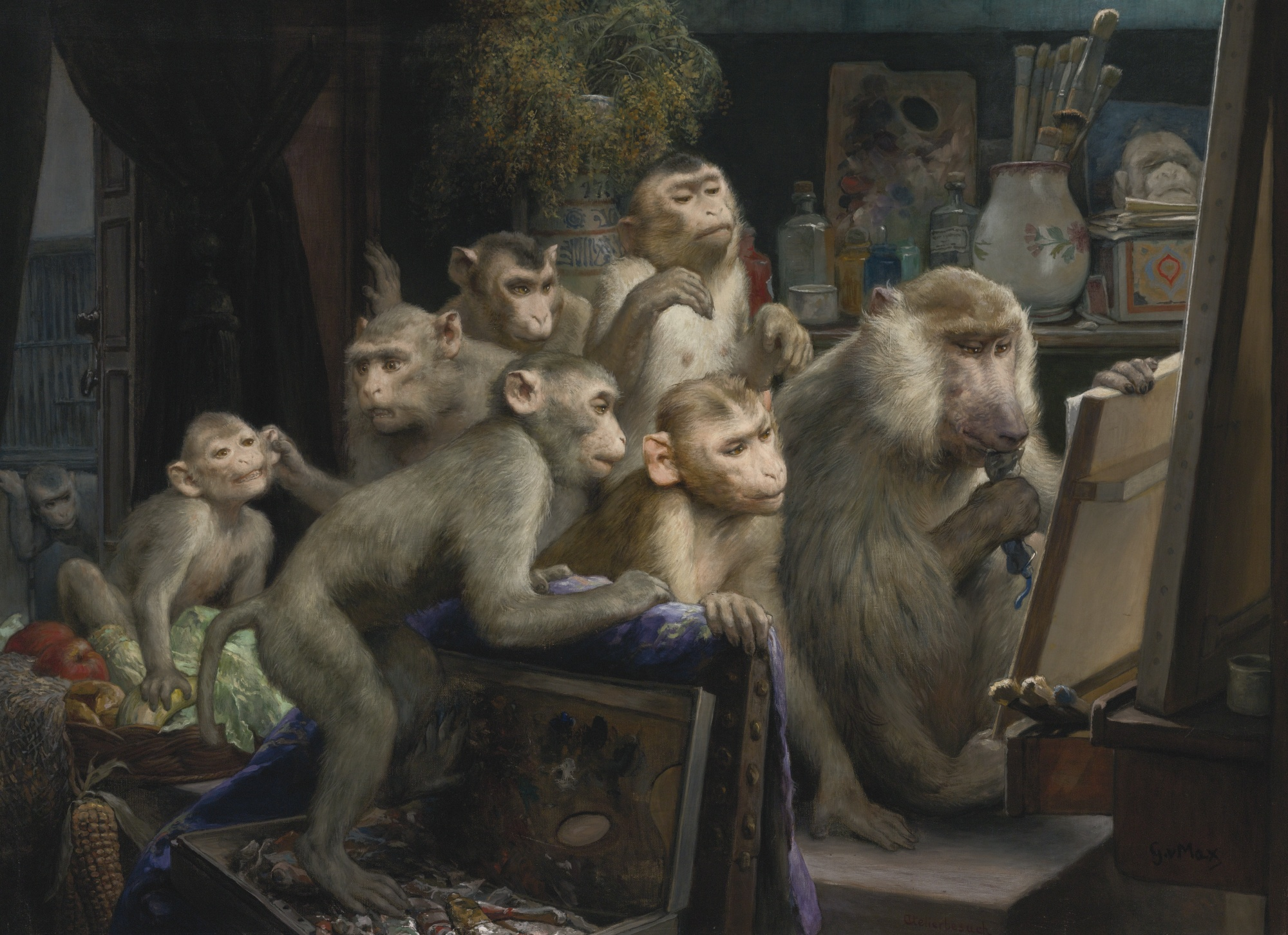
Gabriel Max – Návštěva v ateliéru (1888)
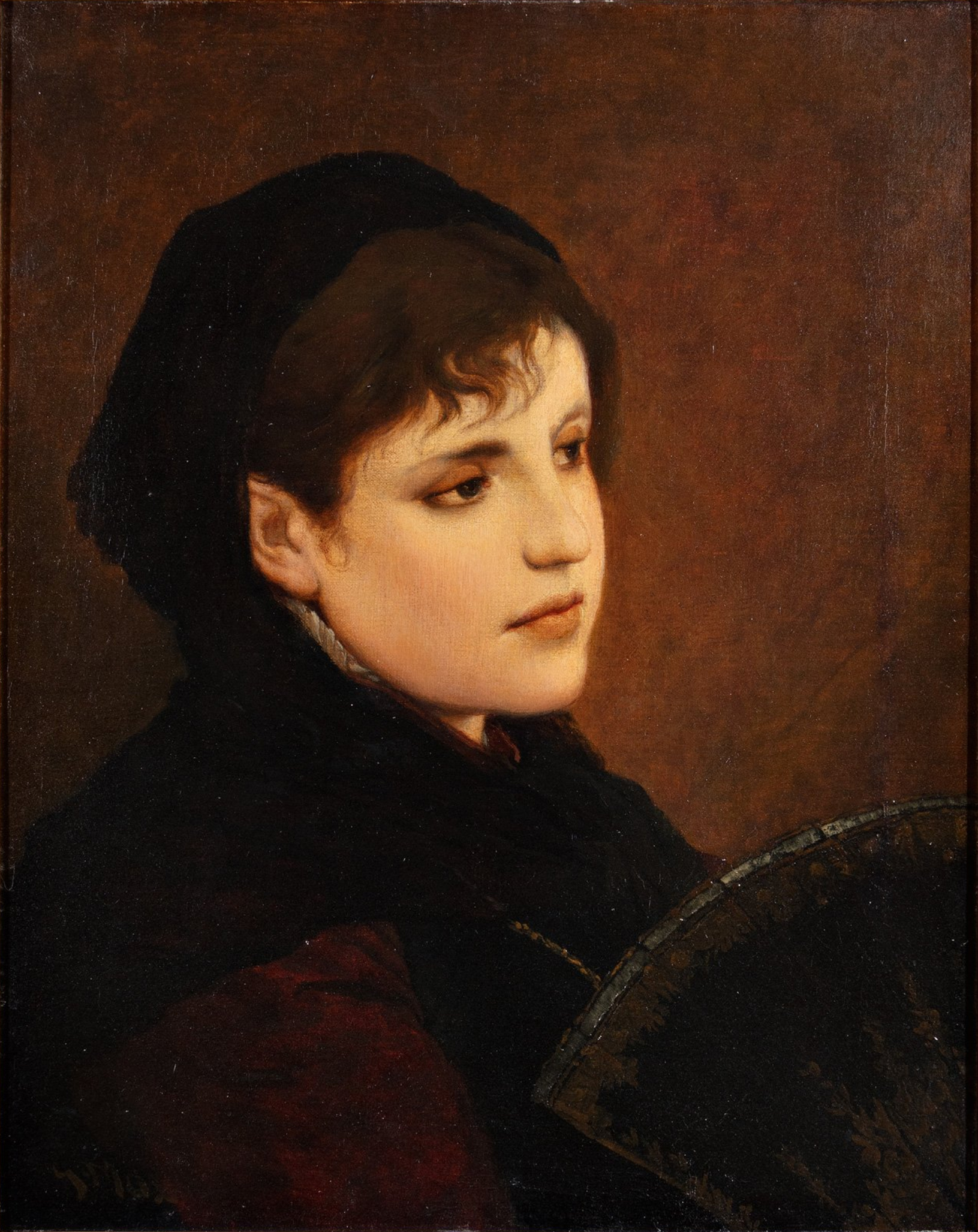
Gabriel Max – Mladá Španělka s vějířem (pravděpodobně 80. léta 19. století)